# Kasaï Oriental (province historique)
Pour les articles homonymes, voir Kasaï-Oriental et Kasaï.
Le Kasaï-Oriental était une province de la république démocratique du Congo.
En 2015, le Kasaï-Oriental est divisé en trois nouvelles provinces : Kasaï-Oriental, Lomami et Sankuru.

## Géographie
La province du Kasaï-Oriental est située au centre de la république démocratique du Congo. Elle borde les provinces du Kasaï-Central à l'ouest, du Sankuru au nord, et de la Province de Lomami au sud.
Le chef-lieu de la province est Mbuji Mayi.

## Exécutif provincial
Depuis le 26 mars 2016, la Province du Kasaï oriental est dirigée par un Gouverneur élu à l'unanimité par les 24 députés qui composent l'Assemblée provinciale dans la nouvelle configuration. Ainsi, Alphonse Ngoy Kasanji est reconduit à son poste avec comme nouvel adjoint Jean Pierre Mutanda Kabuya.
L'Exécutif provincial se présente comme suit :
- Gouverneur : Alphonse Ngoy Kasanji
- Vice Gouverneur: Jean Pierre Mutanda Kabuya
- Le Gouvernement provincial est formé depuis ce 1er juin 2016[Quand ?]
  - Ministre près le Gouverneur chargé du Plan, Budget, Santé, Affaires Humanitaires, Communication, Médias et Lutte contre la Corruption : HIPPOLYTE MUTOMBO MBWEBWE.
  - Ministre provincial de l'intérieur, sécurité, décentralisation, affaires coutumières, coopération interprovinciale, agriculture, pêche et élevage : Prof CHARLEDOUX MBUYI TSHILUMBA.
  - Ministre Provincial de la Fonction publique, Enseignement Primaire, secondaire, technique et professionnel, initiation à la nouvelle citoyenneté, culture et arts, Tourrisme : Prof FAUSTIN MULAMBU MVULUYA.
  - Ministre Provincial de Finances, Portefeuille Provincial et création de richesses, justice et droits humains : Me PLACIDE MUKENDI KAPAMBU
  - Ministre Provincial des TPI, Aménagement du Territoire, Transport et Voies de Communication : Ir MARCEL MBIKAYI MANDE
  - Ministre Provincial des Mines, Énergie, Ressources hydrauliques et hydrocarbures, Recherche scientifique et technologie : ROBERT KABEYA KANKENZA.
  - Ministre Provincial du Genre, Famille et Enfant, Affaires Sociales et Lutte contre les violences sexuelles, Environnement, Développement Rural et Conservation de la Nature : Mme Délores KALETA TSHIAMALA
  - Ministre provincial de l'Économie, Industrie, Lutte contre la Fraude et l'incivisme fiscal : Mme Viviane MBUYI KABANGU.
  - Ministre provincial des affaires foncières, Urbanisme, Habitat, Jeunesse, Sports et Loisirs : Roger TSHILENGA MUKUNAYI.
  - Ministre provincial du Travail, prévoyance sociale, PME et Promotion de la classe Moyenne : Albert BUKASA NZAJI.

Le bureau de l'Assemblée provinciale est dirigé par Marcel Kalala Mutombo.

## Personnalités culturelles internationales originaires du Kasaï
- Alphonse Ngoy Kasanji : Hon. Cool 😎 du Kasaï
- Héritier Watanabe : Héritier Kabeya
- Bill Clinton Kalonji : Didier Kalonji
- Herléo Muntu : Raymond Kashiba
- J.D.T. Mulopwe : Jackie Mulopwe
- JB Mpiana : Jean-Bedel Mpiana wa Tshituka
- Tshala Muana : Élisabeth Tshala Muana Muidikayi
- Meje 30 : NJIBA Mfuyi Marie José
- Jean Goubald Kalala
- Olivier Tshimanga
- Bayuda du Congo
- Pie Tshibanda
- Henriette Kanjinga
- Israël Mutombo
- Olivier KABANGU MASANGA